# اضطراب الهوية الجندرية
اضطراب الهوية الجندرية (بالإنجليزية: Gender dysphoria)‏ اختصارا يعرف بـ (GD). وهو تشخيص يطلقه أطباء وعلماء النفس وعلماء وظائف الأعضاء على الأشخاص الذين يعانون من حالة من اللا ارتياح أو القلق حول نوع الجنس الذي ولدوا به. وكان يعتبر تصنيفا نفسيا، ثم أزيل التشخيص من قائمة الأمراض العقلية والنفسية. لكن جميع المصادر كانت قديمة أو حديثة أقرت أن أسبابه بيولوجية كالتركيبة الجينية للإنسان أو البنية الدماغية المتعلقة بالتأثيرات الهرمونية على الدماغ في فترة التكوين الجنيني (ما قبل الولادة). يصف هذا التشخيص المشاكل المتعلقة بـكره الجسد وعدم الارتياح معه ويكون عقل المصاب بهذا الخلل مشحوناً بتغيير الجسد أو عملية تصحيح الجنس الجسدي ليتناسب مع الهوية الجندرية. وهو تصنيف تشخيصي لا ينطبق بشكل عام على «المصححين جنسياً» أو «العابرين جنسياً».
فان تشخيص اضطراب الهُويَّة الجندرية المذكور في كل مراجع الطب النفسي العربية والعالمية: هو خلل يولد به الإنسان وكانوا يُرجعون سببه إلى البيئة أو التربية.
لكن مع التقدم الطبي؛ اتَّضح أن هناك ما يسمى بـ (الخطوط الجندرية) أو (الجنسية) بالمخ، هي المسؤولة عن تعريف وشعور المخ بالجندر الذي ينتمي إليه، وهو ما يسمى بالهُويَّة الجندري، وقد توصَّل العلماء إلى أن هذه الخطوط تكون مختلفةً في هؤلاء المرضى؛ بحيث يشعر الإنسان منذ ولادته أنه ينتمي للجنس المعاكس لجنسه التَّشريحي.
وتبيَّن أن هذا الاختلاف يرجع إلى اضطراب في (الهرمونات) التي يتعرَّض لها الجنين «قبل» الولادة، مما يؤثِّر على (جِيناته)، وعليه يؤثر على الخطوط الجندرية بالمخ، فيبدأ اضطراب الهُويَّة الجندرية.
تبدأ الأعراض بالظهور منذ الولادة، وحيث إنه يختلف سلوك الرَّضيع الذَّكر عن الأنثى؛ فيتبع الرَّضيع سلوك الجنس المعاكس، ثم تزيد وتتضح الأعراض أثناء الطفولة المبكرة، فيشعر الطفل الذَّكر - مثلاً - الذي لم يتعدَّ 3 سنوات أنه أنثى، ويسلك سلوك الطفلة الأنثى في مختلف نواحي حياته، بدايةً من أسلوب اللعب، وحتى طريقة قضاء حاجته.
كان هاري بنجامين اختصاصي في علم الغدد الصماء وتخصص في شؤون تغيير الجنس. كان من أوائل من افتتحوا عيادات تخصصت في تغيير الجنس للأشخاص من الجنسين.

## التشخيص
واضطراب الهوية الجنسية لدى الأطفال يوصف عادة «بأنه موجود منذ الولادة»، ويعتبر «عياديا»، وهو غير مشابه لاضطراب الهوية الجنسية الذي يظهر في فترة المراهقة أو فترة البلوغ. في وقت تستهجن فيه عدة ثقافات السلوك الجنسي المغاير، فانها تؤثر بشكل سلبي على الأشخاص المصابين به والأشخاص القريبين منهم. في حالات متعددة تظهر شعورا بعدم الارتياح نابع من أن جسم هذا الشخص هو «غير الصحيح» أو مختلف.
ويتميز اضطراب الهوية الجنسية بنفور شديد بشأن جنس الشخص الفعلي، مع رغبة للانتماء للجنس الآخر، ويكون هناك انشغال دائم بملابس أو نشاطات الجنس الآخر مع رفض للجنس الفعلي، وينتشر هذا الاضطراب في البنين أكثر منه في البنات 